# Titãs (banda)
Titãs é uma banda de rock brasileira formada em São Paulo, em 1982. Embora originalmente tocassem pop rock e rock alternativo em seus primórdios, o grupo também já utilizou diversos outros gêneros ao longo dos mais de 40 anos de carreira, como new wave, punk rock, grunge, MPB e música eletrônica.
É uma das bandas de rock mais bem sucedidas do Brasil, tendo vendido mais de 6,3 milhões de álbuns e fazendo parcerias com vários artistas brasileiros de renome e diversos cantores internacionais. Eles receberam um Grammy Latino em 2009 e ganharam o Troféu Imprensa de Melhor Banda por quatro vezes.
A formação inicial contava com um número de integrantes bastante incomum. Eram nove membros, sendo que seis eram vocalistas. Arnaldo Antunes, Branco Mello e Ciro Pessoa cantavam e faziam vocais de apoio. Nando Reis, Paulo Miklos e Sérgio Britto, além de cantarem, se revezavam entre os teclados e o baixo. O restante do grupo era formado por André Jung na bateria, Marcelo Fromer na guitarra base e Tony Bellotto na guitarra solo. Ciro Pessoa rapidamente deixou o grupo, antes mesmo do lançamento do primeiro álbum da banda, em 1984. André Jung era o baterista inicial, mas foi substituído por Charles Gavin no início de 1985, estabelecendo a formação clássica da banda.
Desde então, a banda perdeu outros cinco membros que nunca foram substituídos oficialmente: em 1992, Arnaldo Antunes deixou o grupo para seguir carreira solo; em 2001, Marcelo Fromer morreu após ser atropelado por uma motocicleta em São Paulo; em 2002, Nando Reis também deixou a banda para se concentrar em seus projetos solo; as mudanças mais recentes foram as saídas de Charles Gavin e Paulo Miklos, em 2010 e 2016, respectivamente, ambas por motivos pessoais. Após a morte de Marcelo Fromer e a saída de Nando Reis, o grupo passou a se apresentar com alguns guitarristas e baixistas eventuais (Emerson Villani, André Fonseca e Lee Marcucci). A partir do lançamento do álbum Sacos Plásticos (2009), Branco Mello e Sérgio Britto tornaram-se baixistas definitivos (com Britto tocando apenas quando Mello canta) e Miklos como guitarrista até sua saída do grupo. Em 2010, a banda voltou a usar músicos de apoio, com a entrada do baterista Mario Fabre no posto de Charles Gavin; algo que se repetiria em 2016, após a saída de Paulo Miklos, com a entrada do guitarrista Beto Lee.

## História

### Contexto e atividades anteriores
Quase todos os integrantes da banda se conheceram no Colégio Equipe, em São Paulo, no final da década de 1970. As exceções eram o guitarrista Tony Bellotto,  que viera de Assis para morar em São Paulo enquanto estudava arquitetura em Santos; e o baterista Charles Gavin. O primeiro a ser matriculado lá foi o tecladista/vocalista Sérgio Britto; depois vieram os vocalistas Arnaldo Antunes e Paulo Miklos e por fim os vocalistas Branco Mello, Ciro Pessoa e Nando Reis e o guitarrista Marcelo Fromer.
Antes de se juntarem num grupo, eles tocaram em outros projetos. Arnaldo e Paulo eram parte do Aguilar & Banda Performática; Nando era percussionista e crooner da banda Sossega Leão; Branco, Marcelo e Tony formavam o Trio Mamão e as Mamonetes, que chegou a se apresentar no programa de televisão da TV Tupi, de estilo competição musical Olimpop, em que a atriz Deborah Seabra, após a apresentação dos três garotos, disse que eles precisavam evoluir e que tinham que estudar, e Wilson Simonal disse que tinham um gosto mais moderno e que gostou do conjunto. Marcelo também integrava a banda Maldade com Fernando Salém, Beto Freore e Macalé (sem relação com Jards) e Nando integrou o Camarões com Cao Hamburger e Paulo Monteiro, entre outros, que registrou "O Cheiro da Beterraba" (escrita pela prima de Nando, Vange Leonel) no disco A Feira da Vila, com finalistas do segundo Festival da Vila Madalena (na mesma obra, Paulo cantou "Desenho", que ele escreveu com Arnaldo). Paulo e Fernando Salém tocavam também no Bom Quixote. Sérgio e Marcelo também chegaram a se apresentar como calouros no programa do Chacrinha, sendo "gongados" cantando a música "Eu Também Quero Beijar", sucesso de Pepeu Gomes.

### Formação e primeiras apresentações
Após acompanharem apresentações de Novos Baianos, Alceu Valença, Caetano Veloso e Gilberto Gil no pátio da instituição, iniciaram uma banda e gravaram uma fita com cantadas para meninas - àquela altura, o grupo era grande e incluía nomes como Nuno Ramos, que mais tarde viraria artista plástico.
O catalisador dessa união foi um evento na Biblioteca Mário de Andrade no ano de 1981 chamado A Idade da Pedra Jovem, que abria um espaço nas quartas-feiras ao meio-dia para projetos da juventude. O grupo apresentou uma ópera-pop centrada em Johnny Cristell, que seria uma espécie de Tommy brasileiro. Nesta formação, Paulo e Sérgio se revezavam no teclado e no baixo; Marcelo e Tony tocavam guitarra, Nando Reis tocou bateria, e havia ainda seis vocalistas (incluindo Arnaldo e Ciro) e mais cinco vocalistas de apoio (ainda sem a presença de Branco, que estava se casando na época)
Depois de uma passagem no Rio de Janeiro, onde viu de perto a ascensão da banda de seu então cunhado Billy Forghieri, a Blitz, Ciro sugeriu a Tony que eles formassem o Titãs do Iê-Iê para valer. A origem do nome remete aos primeiros ensaios da banda, realizados na biblioteca da casa dos pais de Tony, onde havia livros como Titãs da Ciência, Titãs do Esporte, Titãs da Literatura, entre outros, e isso os inspirou a criar o nome Titãs do Iê Iê.
Os primeiros shows dos ainda Titãs do Iê-Iê ocorreu nos dias 15 e 16 de outubro de 1982, no Sesc Pompeia, descrito pelo hoje baixista e vocalista da banda Branco Mello como uma "sessão maldita", pois teria começado muito tarde (após a meia-noite). No início, o visual da banda incluída maquiagens e ternos coloridos e gravatas de bolinhas. Além disso, a primeira formação contava com nove integrantes, sendo eles Arnaldo Antunes, Branco Mello, Marcelo Fromer, Nando Reis, Paulo Miklos, Sérgio Britto, Tony Bellotto, Ciro Pessoa e André Jung, dos quais seis eram vocalistas. Arnaldo, Branco e Ciro eram apenas vocalistas, Paulo Miklos cantava e se dividia entre o baixo (com Nando Reis) e o teclado (com Sérgio Britto), Sérgio Britto cantava e tocava teclado, Nando Reis tocava baixo e cantava, Tony e Marcelo tocavam guitarra e violão respectivamente e André Jung tocava bateria. O noneto subia ao palco com um repertório de 30 músicas autorais.
Após estas primeiras sessões no Sesc, o grupo partiu para apresentações no circuito alternativo de São Paulo, passando pelo Lira Paulistana, Hong Kong (de Júlio Barroso), Napalm e o bar gay Village Station. Ao mesmo tempo, distribuíam fitas demo, algumas das quais foram parar com Lulu Santos, Liminha, Billy Forghieri e o programa Fábrica do Som. Ao vivo e nas fitas, já constavam canções como "Bichos Escrotos", "Marvin", "Sonho Com Você" e "Sonífera Ilha".
Anos mais tarde, já fora do grupo, Paulo descreveria o início da banda da seguinte forma:
A gente já tinha claro que o barato era a coisa criativa, aquilo que a gente podia criar juntos, e defender essa criação sem preconceitos. A gente tinha toda essa carga de informação, adorava o Arrigo [Barnabé], o Itamar [Assumpção], essa vanguarda paulista. Eu queria fazer umas frases dodecafônicas! A gente tinha uma proximidade também com a poesia concreta do Augusto [de Campos], o Arnaldo [Antunes] é um cara que estudou as coisas. A gente tinha esse conhecimento profundo da música popular brasileira trombada com toda música internacional. A gente era new wave, mas curtia Alceu Valença. (...) A gente sempre gostou do The Clash, por exemplo, que é uma banda que introduziu a música caribenha, o reggae, misturados com um punk rock mais encardido, mais sectário. (...) A gente era uma coisa caleidoscópica.

### Saída de Ciro e primeiro álbum
Em 1984, Ciro deixa a banda por não querer trocar os palcos discretos da noite de São Paulo pelos programas televisivos de grande popularidade. Ele tinha também atritos com a banda, especialmente com André, que ele não julgava capaz de tocar rock'n'roll, e outra versão da história dá conta de que as tensões escalaram até ele ser convidado a se retirar.
Logo depois, a banda assinou com a gravadora WEA e gravou seu primeiro disco, agora com o nome oficial de Titãs, retirando o iê-iê, que causava problemas na fala de apresentadores de rádio e casas de show, pois sempre era confundido com Iê-Iê-Iê, vertente da qual se originou a Jovem Guarda, isso quando não era simplesmente ignorado. Para firmar o acordo, a gravadora teve de aceitar inverter a ordem compacto-álbum, pois o grupo não queria ser representado por apenas uma música.
Nesse disco homônimo estão sucessos da banda como "Sonífera Ilha", que rendeu à banda diversas apresentações em programas do Raul Gil e Chacrinha. Nesse mesmo disco, os Titãs colocaram nas rádios a música "Toda Cor".
Após o lançamento deste disco, Nando chegou a deixar os Titãs por duas semanas em favor do Sossega Leão, que na época rendia mais financeiramente, mas acabou mudando de ideia e foi aceito de volta.

### Sai André Jung, entra Charles Gavin
Após um show no Rio de Janeiro no réveillon de 1984 para 1985, os Titãs comunicaram a ao baterista André Jung que haviam decidido seguir com outro baterista. A escolha foi por Charles Gavin, que havia acabado de deixar o Ira! e ensaiava havia três meses com o RPM. Branco Mello admitiria mais tarde que Andre estava isolado na banda; o baterista, por sua vez, chamou de "crueldade" e "apunhalada pelas costas" a decisão de demiti-lo em plena virada de ano. De volta a São Paulo mais cedo que o planejado, Andre foi convidado por Nasi dois dias depois de sua demissão para entrar no mesmo Ira! de onde viera Charles.

### Segunda metade dos anos 1980 e chegada ao estrelato
Os Titãs gravaram seu segundo disco em 1985, Televisão, produzido por Lulu Santos. O disco serviu para colocar a faixa-título nas rádios, além das canções "Insensível", "O Homem Cinza", "Massacre" e "Dona Nenê". Nesse mesmo ano o grupo participa de Areias Escaldantes (1985), cantando e atuando, mas o filme não foi liberado para exibição nacional. O disco, bem como seu antecessor, vendeu abaixo da expectativa.
Nesta altura dos anos 80, a banda passou a integrar o circuito de apresentações televisivas, incluindo o programa do Chacrinha. Chegaram a fazer cinco apresentações por dia e às vezes sequer conseguiam reunir a formação completa, pois os carros se perdiam uns dos outros em meio à logística extrema.
Em novembro de 1985, Tony Bellotto e Arnaldo Antunes foram presos (o primeiro por porte e o segundo por porte e tráfico de heroína). Bellotto foi libertado sob fiança. Arnaldo Antunes, por sua vez, permaneceu atrás das grades por mais tempo, sendo libertado após um mês. A prisão dos dois membros seria o auge daquilo que o grupo considera sua primeira crise, iniciada pelas vendas ruins dos dois primeiros discos.
Após esses acontecimentos, os Titãs entraram novamente em estúdio, cuja principal mudança veio na parte da produção do disco, que ficou a cargo de Liminha. Liminha foi o primeiro produtor que sugeriu mudanças em algumas faixas, coisa que até aquele momento a banda não aceitava. Em junho de 1986 é lançado o terceiro álbum da banda, Cabeça Dinossauro. Ele  abriu várias portas para os Titãs, como o aumento do número de shows e do cachê.
Isso estimulou a banda a entrar em estúdio para gravar seu quarto disco, Jesus Não Tem Dentes no País dos Banguelas. O produtor Liminha chegou a ser considerado o "9º titã", devido às participações em shows do grupo paulista. Após algumas apresentações internacionais, a banda gravou ao vivo uma seleção de músicas antigas e lançou o álbum Go Back, em 1988, e o quinto álbum de estúdio, Õ Blésq Blom, em 1989. Ainda em 1988, participaram da música "Tempo" (escrita por Arnaldo e Paulo) no disco Sandra de Sá, da cantora homônima.

### Anos 1990: saída de Arnaldo Antunes, projetos paralelos e sucesso de vendas
Lançado em 1991, Tudo ao Mesmo Tempo Agora foi o último álbum com o vocalista Arnaldo Antunes. Insatisfeito com os rumos musicais da banda, que à altura deixava a brasilidade de lado em favor de um som mais pesado e cru, o cantor deixou o então octeto em 15 de dezembro de 1992 e passou a se dedicar a uma carreira solo, mas continuaria a colaborar com sua ex-banda coescrevendo canções.
Durante a turnê do disco, no dia 25 de novembro de 1991, a banda realizou uma apresentação ao vivo na Rádio Cidade transmitida para 22 emissoras da Rede Cidade, alcançando um público total estimado em 10 milhões de pessoas.
Titanomaquia de 1993, trouxe a produção de Jack Endino, produtor de bandas como o Nirvana, Soundgarden e Skunkworks, o terceiro álbum solo de Bruce Dickinson, vocalista do Iron Maiden.
Em 1994, a banda entra em férias, mas os integrantes investem em projetos solo. Paulo e Nando lançam seus primeiros discos solo (respectivamente, Paulo Miklos e 12 de Janeiro); Branco e Sérgio formam o Kleiderman; e Tony lança seu primeiro livro, Bellini e a Esfinge. De volta ao aos trabalhos, lançam Domingo em 1995. Em 1997, para comemorar os 15 anos de carreira, a banda aceitou participar do projeto Acústico MTV. O CD e vídeo, gravados no Teatro João Caetano, no Rio de Janeiro, chegou ao número de 1,7 milhão de cópias, mostrando um lado desconhecido do grupo: os sete integrantes tocando instrumentos "desplugados". Entre os vários instrumentistas convidados estavam o produtor Liminha e o percussionista Marcos Suzano, além de um quarteto de cordas, harpa e um naipe de metais e sopros. Como vocalistas convidados, o álbum trazia o cantor argentino Fito Paez e o reggaeman Jimmy Cliff, além das cantoras Marisa Monte, Marina Lima, Rita Lee e o ex-membro Arnaldo Antunes, que participou na canção "O Pulso".
Aproveitando-se do sucesso do disco anterior, a banda lançou em 1998, o álbum Volume Dois, uma espécie de continuação do Acústico, com releituras de outros sucessos e faixas inéditas. Chegou a 1 milhão de cópias vendidas.
Em 1999, veio o disco As Dez Mais, o primeiro trabalho inteiramente não autoral. Com dez faixas, sendo regravações de cantores como Tim Maia, Roberto Carlos e Raul Seixas, e bandas como Legião Urbana e Ultraje a Rigor. As Dez Mais também teve sucesso de vendas, com 400 mil cópias,

### Anos 2000: Morte de Marcelo Fromer e saída de Nando Reis
Em 2001, os Titãs assinaram com a Abril Music e estavam prestes a iniciar a gravação de mais um trabalho. Porém, no dia 11 de junho de 2001, aos 39 anos de idade, o guitarrista Marcelo Fromer foi atropelado por uma moto em São Paulo e morreu dois dias depois. Pensou-se na época que a morte de Fromer seria o fim da banda. Porém, eles decidiram seguir em frente.
Com o início das gravações de A Melhor Banda de Todos os Tempos da Última Semana, houve dúvidas sobre a gravação: Tony Bellotto, guitarrista solo, pensou em gravar todas as guitarras do disco, porém mudou de ideia. Chegou-se a propor que Paulo Miklos e Branco Mello se revezassem no instrumento, porém a decisão final foi convidar o músico Emerson Villani, que já tinha tocado com a banda durante alguns shows e turnês, inclusive substituindo Marcelo no ano de 1998, quando ele foi convidado para comentar a Copa do Mundo FIFA de 1998 pelo canal SporTV. O repertório permaneceu inalterado: as 16 faixas já haviam sido escolhidas antes da morte de Fromer. Seus singles foram as canções "A Melhor Banda de Todos os Tempos da Última Semana", "O Mundo é Bão, Sebastião!", "Epitáfio" e "Isso".
Em 9 de setembro de 2002, o baixista e vocalista Nando Reis anunciou que estava deixando os Titãs. A saída foi primeiramente informada pela Abril Music, que deu como razão para a saída "motivos pessoais", e depois uma versão mais detalhada foi divulgada pela assessoria de imprensa do músico. Nela, o músico afirma que as mortes de Cássia Eller e Marcelo Fromer o abalaram muito, mas diz que sua saída se deveu unicamente a uma "incompatibilidade de pensamentos":
Minha decisão de deixar o grupo se deve única e exclusivamente a uma incompatibilidade de pensamento em relação ao futuro da preparação do que seria o nosso próximo disco. Por acreditar que um trabalho dessa natureza exige a total dedicação que por razões pessoais não poderia oferecer, achamos melhor nos desligarmos no início da preparação e dos ensaios. Faço isso com profundo pesar no coração pois em nenhum momento imaginei que isso viesse acontecer.
Em 2012, o músico declararia que, na época, não se via em condições de entrar em estúdio devido às mortes e devido ao cansaço pelas turnês, mas que a banda queria gravar um novo disco assim mesmo e, por isso, ele acabou demitido.

### Carreira como quinteto
Em 2003, os Titãs lançaram o disco Como estão vocês?, que trazia os singles "Eu Não Sou um Bom Lugar", "Enquanto Houver Sol", "Provas de Amor" e "Vou Duvidar".
Em 2005, é lançado o MTV Ao Vivo, com algumas músicas dos 25 anos de história da banda e com as inéditas "Vossa Excelência" (composta em meio ao Escândalo do Mensalão), "Anjo Exterminador" e "O Inferno São os Outros".
Em 18 de fevereiro de 2006, ao lado do coletivo Afroreggae, a banda abriu o histórico show dos Rolling Stones, realizado na Praia de Copacabana, Rio de Janeiro. O concerto ficou marcado por ter uma plateia de aproximadamente 1,5 milhões de pessoas, sendo o maior público de todos os tempos em um show de rock.
Em 2007, os Titãs completam 25 anos de carreira, comemorados com uma série de shows junto com Os Paralamas do Sucesso, que também completam 25 anos de carreira. A série de shows, que se estendeu pelo ano de 2008, culminou em um espetáculo realizado na Marina da Glória, Rio de Janeiro, em janeiro de 2008, e lançado em CD e DVD intitulado Paralamas e Titãs Juntos e Ao Vivo.
Em 2009, Branco Mello confirma no site oficial dos Titãs a estreia, em fevereiro, do filme Titãs - A Vida Até Parece Uma Festa, exibido no circuito de São Paulo e dirigido por Branco Mello e Oscar Rodrigues Alves
Após seis anos sem lançar um disco de estúdio (o mais longo período da carreira da banda), na primeira quinzena de junho de 2009 foi lançado Sacos Plásticos, produzido por Rick Bonadio e lançado por sua gravadora, a Arsenal Music (com distribuição da Universal Music). O disco marca a entrada da banda em um novo selo, depois de seis anos pela Sony BMG. Bonadio ficou conhecido por produzir bandas de sucesso nas décadas de 1990 e 2000, como Mamonas Assassinas, Charlie Brown Jr., Los Hermanos, Tihuana, CPM 22, Hateen, NX Zero, Fresno e Strike. Além disto, também foi produtor do Ira! nos álbuns Acústico MTV e Invisível DJ.
Os dois primeiros singles do disco são "Antes de Você" e "Porque Eu Sei que É Amor", ambos na voz de Paulo Miklos. As canções foram incluídas nas trilhas sonoras de duas telenovelas da Rede Globo: Caras & Bocas (19h) e Cama de Gato (18h), respectivamente. A trama das 18h ainda tem como tema de abertura "Pelo Avesso", do disco Como Estão Vocês? (2003), na voz de Sérgio Britto.
A banda dispensou seus músicos de apoio, tornando-se apenas um quinteto. Branco Mello, vocalista, assume o baixo em definitivo (em outras turnês, Branco tocava apenas em algumas músicas). Sérgio Britto, tecladista e vocalista, também se divide entre o teclado e o baixo. O também vocalista Paulo Miklos, por sua vez, assume a guitarra rítmica. Tony Bellotto e Charles Gavin continuam como, respectivamente, guitarrista solo e baterista.

### Saída de Charles Gavin e turnê Sacos Plásticos
No dia 12 de fevereiro de 2010, os Titãs anunciaram em seu site oficial que o baterista Charles Gavin estaria deixando a banda por motivos pessoais. Os outros quatro músicos continuaram com seus compromissos relacionados à turnê do álbum Sacos Plásticos, e o baterista contratado para acompanhar a banda é Mario Fabre. Segundo o guitarrista Tony Bellotto, Charles Gavin saiu da banda porque "É difícil envelhecer num grupo de rock". Perguntado sobre o status de Mario na banda, Tony ironicamente explicou: "Ele é o baterista oficial! É o batera dos Titãs! Mas ele não é um dos Titãs, porque nossa história começou há muito tempo, na mitologia grega..."
Dias após esse comunicado, Charles disse em entrevista, que sua saída já estava acertada desde a pré-produção do álbum Sacos Plásticos e durante a turnê com Os Paralamas do Sucesso. Alguns dos problemas de Charles foram sintomas de pânico e depressão, além do grande desgaste de 25 anos de turnês. Gavin pensou em se licenciar durante a Turnê Sacos Plásticos (2009-2010), mas disse que não dava para ficar longe dos Titãs com tantos compromissos.

### Rock In Rio IV, Futuras Instalações, 30 Anos de Carreira
No dia 23 de setembro de 2011, a banda participou do show de abertura da quarta edição do Rock in Rio, no palco principal, ao lado dos Paralamas do Sucesso. O show contou com a abertura de Milton Nascimento, ao lado de Tony Bellotto e da Orquestra Sinfônica Brasileira, tocando "Love of My Life", da banda Queen. O show também contou com a participação de Maria Gadú. No dia 2 de outubro do mesmo ano, a banda se apresentou no Palco Sunset do festival ao lado da banda portuguesa Xutos & Pontapés, que gerou um CD/DVD lançado no ano seguinte.
Logo após essas apresentações, é encerrada a Sacos Plásticos Tour, que durou dois anos e deu lugar ao novo show Futuras Instalações. A nova turnê seria um teste para novas canções que estariam no próximo álbum da banda, então previsto para 2012/2013, além da banda tocar alguns clássicos.

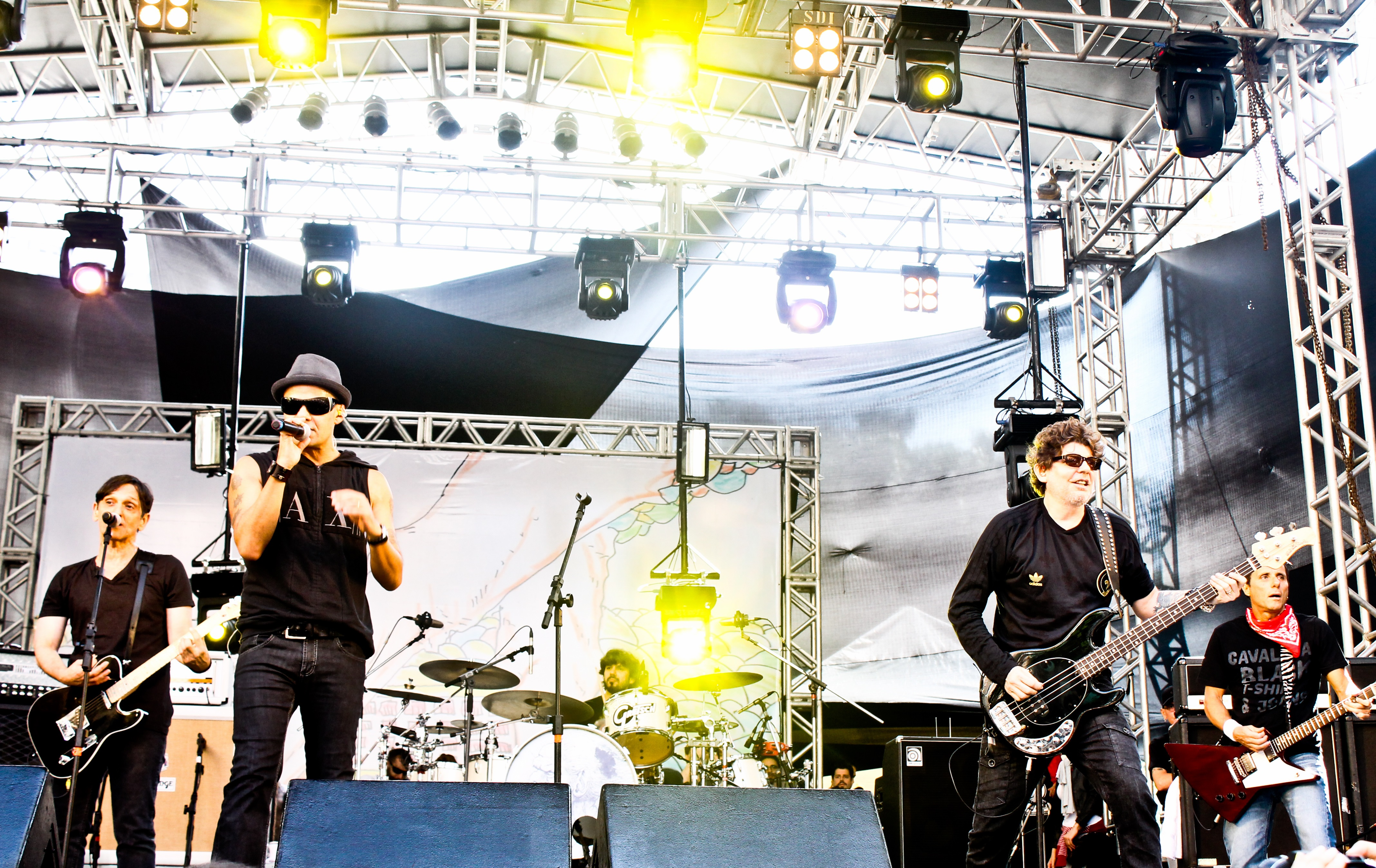
Titãs com sua formação de quarteto (Paulo Miklos, Sérgio Britto, Branco Mello e Tony Bellotto) e o baterista de apoio Mário Fabre

Em 2012, a banda realizou a turnê Cabeça Dinossauro, na qual executou na íntegra o disco lançado em 1986 - a turnê culminou no lançamento do disco Cabeça Dinossauro ao Vivo 2012, que registra uma apresentação realizada no Circo Voador, Rio de Janeiro em junho daquele ano. A banda também relançou os álbuns gravados entre 1984 e 1999 via iTunes e fez dois shows comemorativos de 30 anos de carreira, com a presença dos ex-integrantes Arnaldo Antunes, Nando Reis e Charles Gavin. O show foi confirmado por Paulo Miklos antes de uma apresentação em Manaus. Em São Paulo, cidade natal da banda, o show de celebração dos 30 anos ocorreu no Espaço das Américas, na Barra Funda, na noite de 6 de outubro de 2012. Os sete membros se reuniram na casa de Nando, no décimo aniversário da morte de Marcelo, que havia sido a última ocasião em que eles haviam se reunido.

### Titãs Inédito eNheengatu

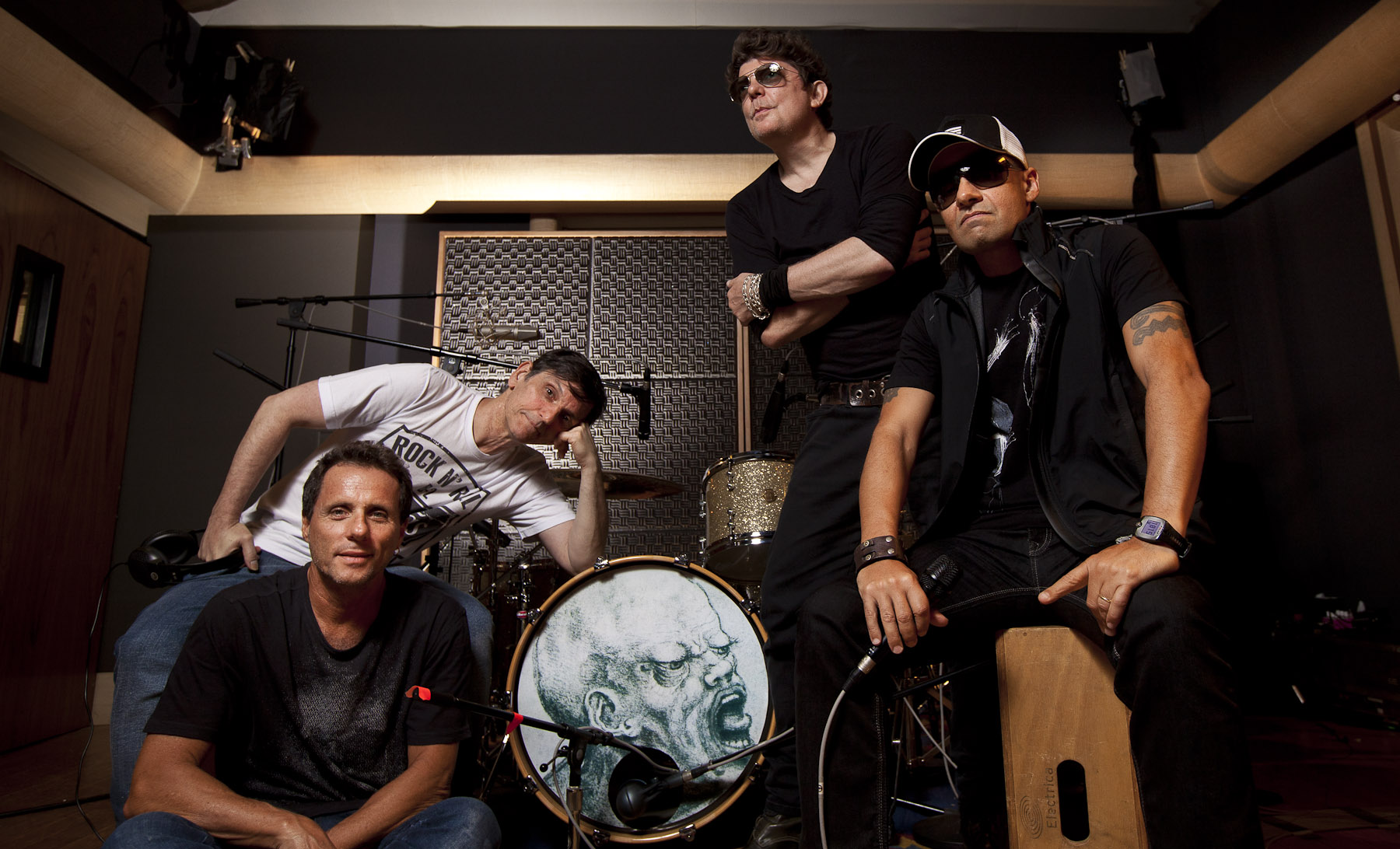
Titãs em 2013.

Em 2013 e 2014, a banda tocou algumas músicas novas na turnê Titãs Inédito. Eles começaram a trabalhar um novo disco entre abril e maio de 2014. Miklos disse que o álbum seria "pesado, sujo e malvado". Posteriormente, Britto confirmou que o disco seria lançado no início de maio e que a banda já estava gravando músicas em estúdio, mas o nome do novo trabalho ainda não estava decidido. Em meados de março, a rádio Globo FM informou que o álbum seria lançado em abril pela Som Livre e conteria 14 faixas. Em 16 de abril, a banda anunciou em sua página no Facebook que o álbum estava pronto e que seria lançado em maio.
Em 28 de abril de 2014, a banda divulgou os detalhes do novo trabalho: Nheengatu, lançado em 12 de maio do mesmo ano e sucedido por uma turnê que gerou o CD e DVD Nheengatu ao Vivo, lançado em 2015.
Em fevereiro de 2016, a banda novamente foi o grupo de abertura dos Rolling Stones no Brasil por uma segunda e terceira vez, no Estádio do Morumbi, em São Paulo, em duas noites diferentes.

### Saída de Paulo Miklos, nova formação e ópera rock
Em 11 de julho de 2016 o vocalista e guitarrista Paulo Miklos anuncia seu desligamento da banda. Segundo nota oficial publicada nos perfis da banda e do músico no Facebook, Paulo agradece os anos de convivência e diz que a partir de então se dedicará à música de uma forma geral, compondo e cantando, assim como à carreira de ator. Para substituí-lo, os Titãs integram à banda o guitarrista de apoio Beto Lee, filho da cantora Rita Lee, para o prosseguimento da turnê Nheengatu.
A primeira gravação da banda com Beto é uma versão de Pro Dia Nascer Feliz, do Barão Vermelho, para a trilha sonora da 24ª temporada de Malhação, série da Rede Globo. Com a entrada de Beto, a banda passou a integrar em seu repertório ao vivo canções que não tocavam há tempos, como Será Que É Isso Que Eu Necessito? e Nem Sempre Se Pode Ser Deus. Passaram também a ter algumas músicas cantadas por Tony.
Ainda em 2016, o grupo revelou estar preparando um disco para 2017. Segundo Tony, o novo álbum será uma ópera rock, e a banda pretende entrar em estúdio até meados de 2017 para que o disco saia no segundo semestre do ano. Tendo como referência os álbuns Quadrophenia, do The Who, e American Idiot, do Green Day, o álbum, com mais de 30 canções, terá sua história escrita com a ajuda de Hugo Possolo e de Marcelo Rubens Paiva. Em abril de 2017, boa parte das faixas já estava pronta, segundo Branco.
Também em abril, a banda iniciou uma turnê intitulada "Uma Noite No Teatro" num show que marcou também a inauguração do teatro Opus, do Shopping Villa-Lobos, em São Paulo. A turnê contém três faixas inéditas: "Me Estuprem", sobre assédio sexual e estupro; "Doze Flores Amarelas"; e "A Festa". Na época, foi informado que nenhuma delas constaria no próximo álbum do grupo. Contudo, em 23 de setembro de 2017, a banda tocou as três novamente durante sua apresentação no festival Rock in Rio, e dessa vez disse que todas fariam parte do projeto. Em dezembro de 2017, anunciaram que haviam começado a gravar o álbum e que ele seria lançado pela Universal Music. Em 31 de janeiro, anunciaram que a ópera rock seria lançada no começo de 2018 e que seu título seria Doze Flores Amarelas.
Em maio de 2018, Branco Mello foi diagnosticado com um tumor na laringe, que o deixou afastado da banda por três meses. No período em que esteve afastado, foi substituído por Lee Marcucci, que atuou como músico contratado pela banda entre 2002 e 2009.

### Titãs Trio Acústicoe retorno à BMG
A partir de 2019, realizaram uma série de shows acústicos para comemorar os 20 anos do Acústico MTV, que não puderam ser celebrados em 2017 por conta da preparação para Doze Flores Amarelas. A turnê recebeu o nome "Trio Acústico" e foi conciliada com a divulgação do Doze Flores Amarelas e a turnê "Enquanto Houver Sol", esta última em formato elétrico e misturando canções de várias épocas do grupo.
Já em 2020, o grupo anunciou que registrou o projeto em estúdio e o resultado seria dividido em três EPs, que receberam o nome Titãs Trio Acústico. Uma regravação da faixa "Sonífera Ilha" foi lançada como single e clipe no dia 20 daquele mês, quando foi também anunciado que os três EPs sairiam a partir de abril pela BMG, gravadora à qual retornaram no final de 2019.
Em outubro de 2020, os integrantes restantes participaram de uma regravação de "Comida" (do Jesus Não Tem Dentes no País dos Banguelas) lançada pela cantora Elza Soares. A versão havia sido originalmente planejada para o disco que ela lançara em 2019, Planeta Fome, mas ela acabou optando por usar a canção num outro momento, e decidiu lançá-la no aniversário de um ano do disco, e também para marcar a indicação do mesmo ao Grammy Latino.

### Reunião da formação clássica

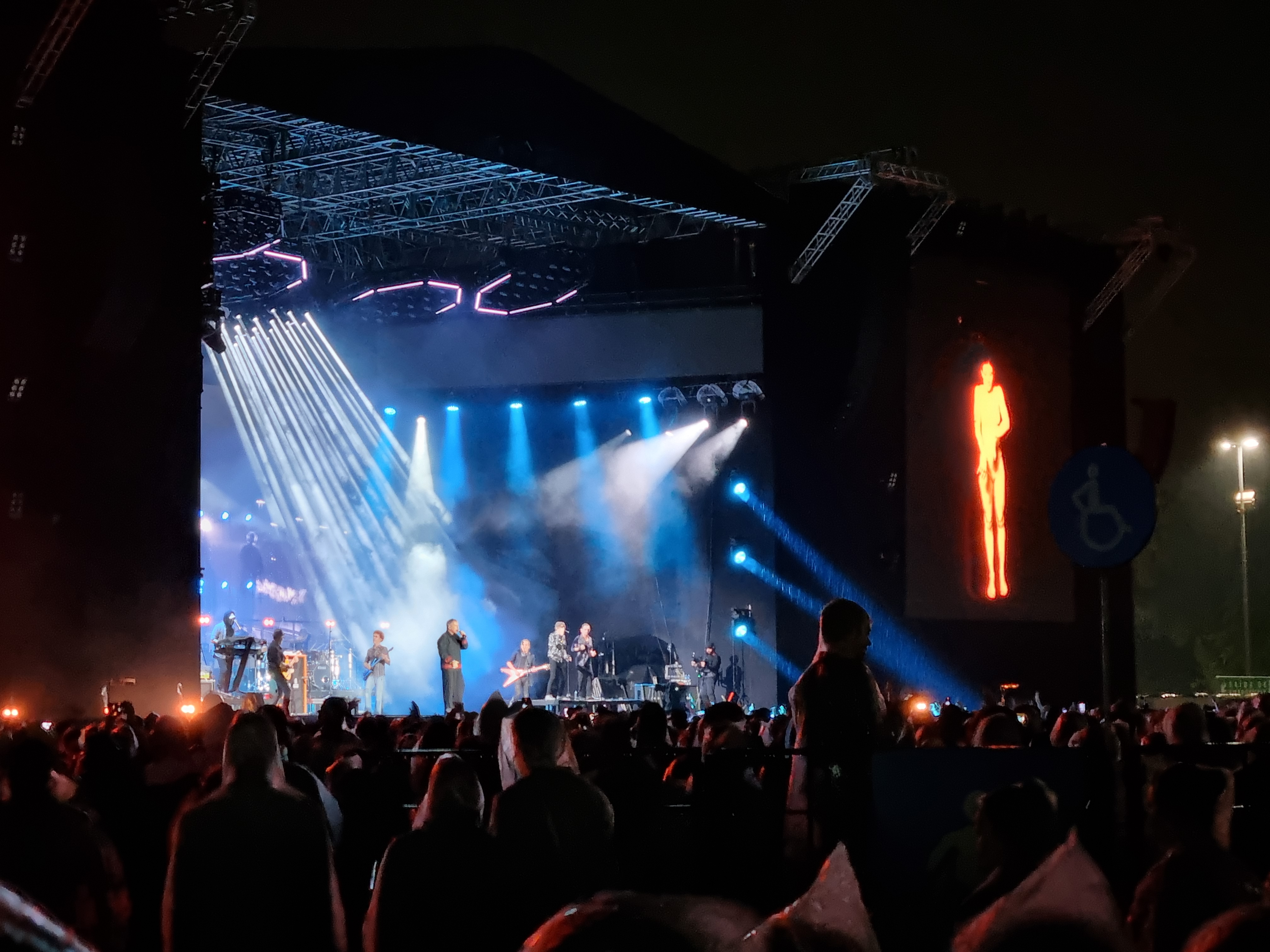
Show da turnê Encontro em Porto Alegre, maio de 2023.

Em uma entrevista realizada em janeiro de 2022, Nando Reis revelou que, a princípio, rejeitou participar da turnê de 40 anos que a banda prepara, devido ao fato de ele ter "uma ideia" e eles "outra".
Em junho de 2022, o guitarrista Tony Bellotto deu uma entrevista ao progragrama Timeline da Radio Gaúcha, confirmando a existência de conversas para que fosse realizada uma turnê reunindo os integrantes da formação clássica dos Titãs em comemoração ao 40º aniversário da banda.
Em novembro de 2022, o grupo anunciou uma turnê em comemoração aos 40 anos de carreira, com shows previstos em dezesseis capitais brasileiras, em Ribeirão Preto e Lisboa. A formação conta com o trio ativo, composto por Branco Mello, Sérgio Britto e Tony Bellotto, além dos retornos temporários de Nando Reis, Arnaldo Antunes, Paulo Miklos e Charles Gavin. O nome da turnê, Titãs Encontro - Todos ao Mesmo Tempo Agora, é uma homenagem ao álbum Tudo Ao Mesmo Tempo Agora, lançado em 1991, que foi o último a contar com a formação reunida (com a exceção de Marcelo Fromer). A banda também foi acompanhada de Alice Fromer, filha de Marcelo,  homenageando o pai cantando "Toda Cor" e "Não Vou Me Adaptar", bem como "Ovelha Negra" nos shows após a morte de Rita Lee. A turnê incluiu um show de Réveillon na Praia de Iracema, em Fortaleza, e se encerrou com uma apresentação no Lollapalooza, realizado em março de 2024 no Autódromo de Interlagos.

## Integrantes

### Formação atual
- Branco Mello: voz principal e vocal de apoio (1982–presente); baixo (2009–presente)
- Sérgio Britto: voz principal, vocal de apoio e teclados (1982–presente); baixo (2009–2017)
- Tony Bellotto: guitarra e violão (1982–presente); voz principal e vocal de apoio (2016–presente)

### Antigos integrantes
- Ciro Pessoa: voz principal e vocal de apoio (1982–1984; morreu em 2020)
- André Jung: bateria (1982–1985)
- Arnaldo Antunes: voz principal e vocal de apoio (1982–1992, convidado em 1997, 2008 e 2012, turnê em 2023, apresentação única em 2024)
- Marcelo Fromer: guitarra rítmica e violão (1982–2001, até a sua morte)
- Nando Reis: voz principal, vocal de apoio, baixo e violão (1982–2002, convidado em 2012, turnê em 2023, apresentação única em 2024)
- Charles Gavin: bateria (1985–2010, convidado em 2012, turnê em 2023, apresentação única em 2024)
- Paulo Miklos: voz principal, vocal de apoio, bandolim e saxofone (1982–2016, turnê em 2023, apresentação única em 2024); guitarra rítmica (2009–2016); baixo e teclados (1982–1986)

### Músicos de apoio atuais
- Mario Fabre: bateria e vocal de apoio (2010–presente)
- Beto Lee: guitarra rítmica e vocal de apoio (2016–presente)

### Antigos músicos de apoio
- Emerson Villani: guitarra rítmica (2001–2006; substituiu Marcelo Fromer em 1998)[25][73]
- Marco Lobo: percussão (2001–2003)
- Lee Marcucci: baixo (2002–2009; substituiu Branco Mello em 2018)
- André Fonseca: guitarra rítmica, violão e vocal de apoio (2006–2009; substituiu Paulo Miklos em 2014)
- Liminha: guitarra rítmica e violão (1997–1998; 2023; 2024), baixolão e percussão (1997–1998)
- Caio Góes Neves: baixo (substituiu Branco Mello em alguns shows) (2021, 2022, 2023 e 2024)[74]
- Tiago Adorno: guitarra rítmica e vocal de apoio (substituiu Beto Lee em alguns shows) (2022, 2023)
- Alexandre de Orio: guitarra (substituiu Tony Bellotto em alguns shows) (2025)

## Discografia

### Álbuns de estúdio
- (1984) Titãs
- (1985) Televisão
- (1986) Cabeça Dinossauro
- (1987) Jesus Não Tem Dentes no País dos Banguelas
- (1989) Õ Blésq Blom
- (1991) Tudo ao Mesmo Tempo Agora
- (1993) Titanomaquia
- (1995) Domingo
- (1998) Volume Dois
- (1999) As Dez Mais
- (2001) A Melhor Banda de Todos os Tempos da Última Semana
- (2003) Como Estão Vocês?
- (2009) Sacos Plásticos
- (2014) Nheengatu
- (2018) Doze Flores Amarelas
- (2021) Titãs Trio Acústico
- (2022) Olho Furta-cor
- (2024) Microfonado

## Turnês
A banda faz shows desde 1982 em São Paulo e no Rio de Janeiro, porém apenas no auge, quando foi lançado o álbum Cabeça Dinossauro, a banda começou a fazer shows a nível nacional, em todas as regiões do Brasil. A turnê do álbum MTV ao Vivo: Titãs, foi a de maior duração até hoje na história da banda e também a de maior público, começando em 2005 e terminando em 2009.
- Turnê Titãs (1984–1985)
- Turnê Televisão (1985–1986)
- Turnê Cabeça Dinossauro (1986–1987; 2012–2013)[75]
- Turnê Jesus Não Tem Dentes no País dos Banguelas (1988)
- Turnê Go Back (1988–1989)
- Turnê Õ Blesq Blom (1989–1991)
- Turnê Tudo Ao Mesmo Tempo Agora (1991–1992)
- Turnê Titanomaquia (1993–1994)
- Turnê Domingo (1995–1997)
- Turnê Acústico MTV (1997–1998)
- Turnê Volume Dois (1998–1999)
- Turnê Sempre Livre Mix: Titãs & Paralamas Juntos ao Vivo (1999; com Os Paralamas do Sucesso)
- Turnê As Dez Mais (1999–2000)
- Turnê A Melhor Banda De Todos os Tempos Da Última Semana (2001–2003)
- Turnê Como Estão Vocês (2003–2005)
- Turnê MTV Ao Vivo (2005–2009)
- Turnê Paralamas e Titãs Juntos e ao Vivo (2007–2010)
- Turnê Sacos Plásticos (2009–2011)
- Turnê Futuras Instalações (2011–2013)
- Turnê Titãs Inédito (2013–2014)[76]
- Turnê Nheengatu (2014–2017)
- Turnê Uma Noite no Teatro (2017–2018)
- Turnê Doze Flores Amarelas (2018)
- Turnê Titãs (2018–2022)
- Turnê Titãs Trio Acústico (2019–2022)
- Turnê Olho Furta-Cor (2022–2024)
- Turnê Titãs Encontro: Todos Ao Mesmo Tempo Agora (2023)
- Turnê Titãs Encontro: Pra Dizer Adeus (2023–2024)
- Turnê Microfonado (2024–presente)

## Prêmios e indicações

### Grammy Latino
| Ano  | Categoria                       | Indicação       | Resultado |
| ---- | ------------------------------- | --------------- | --------- |
| 2009 | Melhor Álbum de Rock Brasileiro | Sacos Plásticos | Venceu    |
| 2014 | Melhor Álbum de Rock Brasileiro | Nheengatu       | Indicado  |

### MTV Video Music Brasil
| Ano  | Categoria                         | Indicação                           | Resultado |
| ---- | --------------------------------- | ----------------------------------- | --------- |
| 1996 | Videoclipe do Ano                 | "Eu Não Aguento"                    | Indicado  |
| 1996 | Escolha da Audiência              | "Eu Não Aguento"                    | Indicado  |
| 1996 | Videoclipe de Rock                | "Eu Não Aguento"                    | Indicado  |
| 1996 | Videoclipe de Rock                | "Eu Não Vou Dizer Nada"             | Indicado  |
| 1996 | Edição em Videoclipe              | "Eu Não Aguento"                    | Indicado  |
| 2000 | Escolha da Audiência              | "Aluga-Se"                          | Indicado  |
| 2000 | Escolha da Audiência              | "Pelados em Santos"                 | Indicado  |
| 2002 | Videoclipe do Ano                 | "Epitáfio"                          | Venceu    |
| 2002 | Escolha da Audiência              | "Epitáfio"                          | Venceu    |
| 2002 | Videoclipe de Rock                | "Epitáfio"                          | Venceu    |
| 2002 | Direção em Videoclipe             | "Epitáfio"                          | Indicado  |
| 2003 | Escolha da Audiência              | "Isso"                              | Indicado  |
| 2003 | Direção em Videoclipe             | "Isso"                              | Indicado  |
| 2004 | Escolha da Audiência              | "Provas de Amor"                    | Indicado  |
| 2004 | Direção em Videoclipe             | "Eu Não Sou Um Bom Lugar"           | Indicado  |
| 2005 | Escolha da Audiência              | "Vou Duvidar"                       | Indicado  |
| 2006 | Performance ao Vivo               | "Vossa Excelência"                  | Indicado  |
| 2008 | Show do Ano                       | Os Paralamas do Sucesso e Titãs     | Indicado  |
| 2009 | Filme/Documentário Musical do Ano | Titãs - A Vida até Parece uma Festa | Venceu    |

### Prêmio da Música Brasileira[77]
| Ano  | Categoria                                    | Indicação | Resultado |
| ---- | -------------------------------------------- | --------- | --------- |
| 1990 | Melhor Grupo de Pop/Rock                     | Titãs     | Venceu    |
| 1998 | Melhor Grupo de Pop/Rock                     | Titãs     | Venceu    |
| 2004 | Melhor Grupo de Pop/Rock                     | Titãs     | Venceu    |
| 2013 | Melhor Grupo de Pop/rock/reggae/hip-hop/funk | Titãs     | Venceu    |
| 2016 | Melhor Grupo de Pop/rock/reggae/hip-hop/funk | Titãs     | Venceu    |

### Prêmio Multishow
| Ano  | Categoria             | Indicação                                                        | Resultado |
| ---- | --------------------- | ---------------------------------------------------------------- | --------- |
| 1998 | Melhor Música         | "Os Cegos do Castelo"                                            | Indicado  |
| 1998 | Melhor Música         | "Pra Dizer Adeus"                                                | Indicado  |
| 1998 | Melhor Clipe          | "Os Cegos do Castelo"                                            | Indicado  |
| 1998 | Melhor Show           | Titãs                                                            | Venceu    |
| 1998 | Melhor CD             | Acústico MTV: Titãs                                              | Venceu    |
| 1998 | Melhor Grupo          | Titãs                                                            | Venceu    |
| 1998 | Melhor Instrumentista | Tony Bellotto                                                    | Indicado  |
| 1999 | Melhor Música         | "É Preciso Saber Viver"                                          | Venceu    |
| 1999 | Melhor Clipe          | "É Preciso Saber Viver"                                          | Indicado  |
| 1999 | Melhor Show           | Titãs                                                            | Indicado  |
| 1999 | Melhor CD             | Volume Dois                                                      | Venceu    |
| 1999 | Melhor Grupo          | Titãs                                                            | Venceu    |
| 1999 | Melhor Instrumentista | Tony Bellotto                                                    | Indicado  |
| 2000 | Melhor Grupo          | Titãs                                                            | Indicado  |
| 2000 | Melhor Instrumentista | Tony Bellotto                                                    | Venceu    |
| 2002 | Melhor Grupo          | Titãs                                                            | Venceu    |
| 2003 | Melhor Grupo          | Titãs                                                            | Indicado  |
| 2004 | Melhor Show           | Titãs                                                            | Indicado  |
| 2004 | Melhor Instrumentista | Tony Bellotto                                                    | Indicado  |
| 2009 | Melhor DVD            | Paralamas e Titãs Juntos e ao Vivo (com Os Paralamas do Sucesso) | Indicado  |
| 2010 | Melhor Grupo          | Titãs                                                            | Indicado  |

### Prêmio Contigo! MPB FM
| Ano  | Categoria                | Indicação     | Resultado |
| ---- | ------------------------ | ------------- | --------- |
| 2014 | Melhor Álbum de Pop/Rock | Nheengatu     | Indicado  |
| 2014 | Melhor Instrumentista    | Tony Bellotto | Indicado  |

### Troféu Imprensa
| Ano  | Categoria               | Indicação         | Resultado |
| ---- | ----------------------- | ----------------- | --------- |
| 1988 | Melhor Conjunto Musical | Titãs             | Venceu    |
| 1989 | Melhor Conjunto Musical | Titãs             | Venceu    |
| 1990 | Melhor Conjunto Musical | Titãs             | Indicado  |
| 1998 | Melhor Música           | "Pra Dizer Adeus" | Venceu    |
| 1998 | Melhor Conjunto Musical | Titãs             | Venceu    |
| 1999 | Melhor Conjunto Musical | Titãs             | Venceu    |
| 2003 | Melhor Música           | "Epitáfio"        | Indicado  |
| 2003 | Melhor Conjunto Musical | Titãs             | Indicado  |

### Melhores do Ano
| Ano  | Categoria            | Indicação | Resultado |
| ---- | -------------------- | --------- | --------- |
| 2001 | Melhor Grupo Musical | Titãs     | Venceu    |

### Prêmio Bizz
| Ano  | Categoria                         | Indicação                                  | Resultado |
| ---- | --------------------------------- | ------------------------------------------ | --------- |
| 1986 | Melhor Disco                      | Cabeça Dinossauro                          | Venceu    |
| 1987 | Melhor Disco                      | Jesus Não Tem Dentes no País dos Banguelas | Venceu    |
| 1987 | Melhor Grupo                      | Titãs                                      | Venceu    |
| 1988 | Melhor Grupo                      | Titãs                                      | Venceu    |
| 1989 | Melhor Disco (Leitores e Crítica) | Õ Blésq Blom                               | Venceu    |
| 1989 | Melhor Música (Leitores)          | "Flores"                                   | Venceu    |
| 1989 | Melhor Música (Crítica)           | "Miséria"                                  | Venceu    |
| 1989 | Melhor Grupo                      | Titãs                                      | Venceu    |
| 1989 | Melhor Show (Leitores e Crítica)  | Titãs                                      | Venceu    |
| 1989 | Melhor Capa (Leitores e Crítica)  | Õ Blésq Blom                               | Venceu    |
| 1989 | Melhor Baterista (Leitores)       | Charles Gavin                              | Venceu    |
| 1997 | Melhor Grupo                      | Titãs                                      | Venceu    |
| 1998 | Melhor Disco (Leitores e Crítica) | Volume Dois                                | Venceu    |
| 1998 | Melhor Grupo                      | Titãs                                      | Venceu    |
| 1998 | Melhor Show                       | Titãs                                      | Venceu    |

## Projetos paralelos

### Kleiderman
Em 1994, Branco Mello e Sérgio Britto juntamente com Roberta Parisi formaram uma banda de punk rock Kleiderman. A banda foi batizada inicialmente de Richard Clayderman em homenagem ao pianista homônimo, mas o nome foi trocado depois para evitar problemas com a gravadora. Na capa do disco (assinada por Fernando Zarif), o nome Richard aparece encoberto por um curativo.
O único disco da banda foi lançado em 1.° de dezembro de 1994 e se chama Con el mundo a mis pies. Até agosto de 1997, havia vendido 6,5 mil cópias. O disco foi editado pelo selo Banguela Records, coadministrado por Branco.